# شهرستان جونچون
شهرستان جؤنچؤن (به کره‌ای: 전천군) یک شهرستان (گوُن) در کشور کره شمالی است که در چاگانگ واقع شده‌است.

## خصوصیات
شهرستان جؤنچؤن ۹۸۰ کیلومترمربع مساحت و ۱۰۰٬۰۰۰ نفر جمعیت دارد.